# Chau Hoi Wah
Chau Hoi Wah (en chino: 周凱華; Hong Kong, 5 de junio de 1986) es una deportista hongkonesa que compitió en bádminton. Ganó una medalla de bronce en el Campeonato Mundial de Bádminton de 2017, en la prueba de dobles mixto.

## Palmarés internacional
| Campeonato Mundial | Campeonato Mundial    | Campeonato Mundial | Campeonato Mundial |
| Año                | Lugar                 | Medalla            | Prueba             |
| ------------------ | --------------------- | ------------------ | ------------------ |
| 2017               | Glasgow (Reino Unido) | Medalla de bronce  | Dobles mixto       |